# Robert Honyman (Politiker)
Robert Honyman (um 1781; † 20. November 1808 auf Jamaika) war ein schottischer Politiker und Offizier.

## Leben
Robert Honyman wurde um 1781 als ältester Sohn von Sir William Honyman, 1. Baronet († 1825) geboren. Honyman verstarb ledig am 20. November 1808 auf Jamaika an einer fiebrigen Infektion. Da sein Vater ihn überlebte wurde sein jüngerer Bruder Richard Bempdé Johnstone Honyman (1787–1842) 1825 dessen Nachfolger als 2. Baronet. 
Honyman folgte dem Beispiel seines gleichnamigen Onkel und trat in Militärdienste ein. Ungleich diesem entschied er sich jedoch nicht für die See-, sondern für die Landstreitkräfte. Zwischen 1798 und 1802 diente Honyman bei den Yorkshire Fusiliers. 1802 stand er im Brevet-Rang eines Oberstleutnants und diente 1803 als Major des 93. und 1806 als Oberstleutnant des 18. Infanterieregiments.

## Politischer Werdegang
Seit 1796 hielt Robert Honymans gleichnamiger Onkel mit Unterstützung der Familie Dundas das Unterhausmandat des Wahlkreises Orkney and Shetland. Infolge des politischen Wandels bevorzugte Dundas zu den Unterhauswahlen 1806 die Aufstellung eines Whig-Politikers. Honymans Vater schlug aus diesem Grund vor, statt seines Bruders Robert, seinen Sohn Robert zu berücksichtigen. Dieser trat zu den Wahlen im Dezember 1806 an, wurde ohne Gegenkandidat gewählt und zog erstmals in das britische Unterhaus ein. Auf Grund seiner militärischen Verpflichtungen nahm Honyman praktisch nicht am parlamentarischen Leben teil. So ist von ihm keine Rede oder Stimmabgabe verzeichnet. Bei den Wahlen 1807 bewarb er sich um keine weitere Amtszeit und schied nach rund einem halben Jahr aus dem Parlament aus.